# دریاچه یالچیک
دریاچه یالچیک (انگلیسی: Lake Yalchik) یک دریاچه در استان ماری ال کشور روسیه است.